# Convolvulus blatteri
Convolvulus blatteri är en vindeväxtart som beskrevs av Bhandari. Convolvulus blatteri ingår i släktet vindor, och familjen vindeväxter. Inga underarter finns listade i Catalogue of Life.